# Počítačový algebraický systém
Počítačové algebraické systémy (zkratka CAS z anglického: Computer algebra system) označuje systémy pro počítačové zpracování symbolických matematických výrazů. Tyto programy se vyvinuly ze specializovaných matematických programových balíků pro superpočítače, dnes je však najdeme na osobních počítačích a dokonce i na některých typech vědeckých kalkulátorů.
Začátečník může CAS programy používat jako chytřejší kalkulačku nebo jako nástroj na tvorbu grafů, pokročilejší uživatel využije nástroje pro práci s maticemi nebo desítky či stovky dalších funkcí pro numerické nebo symbolické výpočty. Programátoři navíc ocení vestavěný programovací jazyk, s jehož pomocí lze vytvářet algoritmy různých procesů stejně jako programovat nové funkce.
Většímu rozšíření CAS programů bránila jejich vysoká cena. Nebylo výjimkou, když jednouživatelská instalace takového programu stála více než osobní automobil střední třídy[zdroj⁠?!].
V poslední době se však situace změnila, objevily se CAS programy, které jsou svými funkcemi srovnatelné s profesionálními a drahými značkovými produkty, na rozdíl od nich jsou však dostupné zdarma jako tzv. freeware nebo open source software.
V současné době se můžeme setkat se dvěma hlavními skupinami CAS programů:
- programy převážně určené pro numerické výpočty – do této skupiny patří například komerční program MATLAB nebo bezplatné programy Scilab, GNU Octave nebo RLab;
- programy převážně určené pro symbolické výpočty – do této skupiny řadíme komerční programy Mathematica a Maple, z free programů především program Maxima.

Ve skutečnosti většina počítačových algebraických systémů obsahuje nástroje a funkce z obou uvedených skupin.

## CAS Kalkulačky
CAS je také součástí několika vyšších modelů (obvykle grafických) kalkulaček. To značně usnadňuje řešení matematických problémů. Použití kalkulaček vybavených CAS je proto obvykle zakázáno při zkouškách na středních a vysokých školách.